# Cserdi
Cserdi è un comune dell'Ungheria di 350 abitanti (dati 2001) situato nella contea di Baranya, nella regione Transdanubio Meridionale.